# Grzywna (prawo)
Ten artykuł należy dopracować:

przedstawiono sytuację tylko z polskiej perspektywy – artykuł powinien być przekrojowy.
Pomóż go poprawić. Na stronie dyskusji mogą znajdywać się pomocne komentarze.

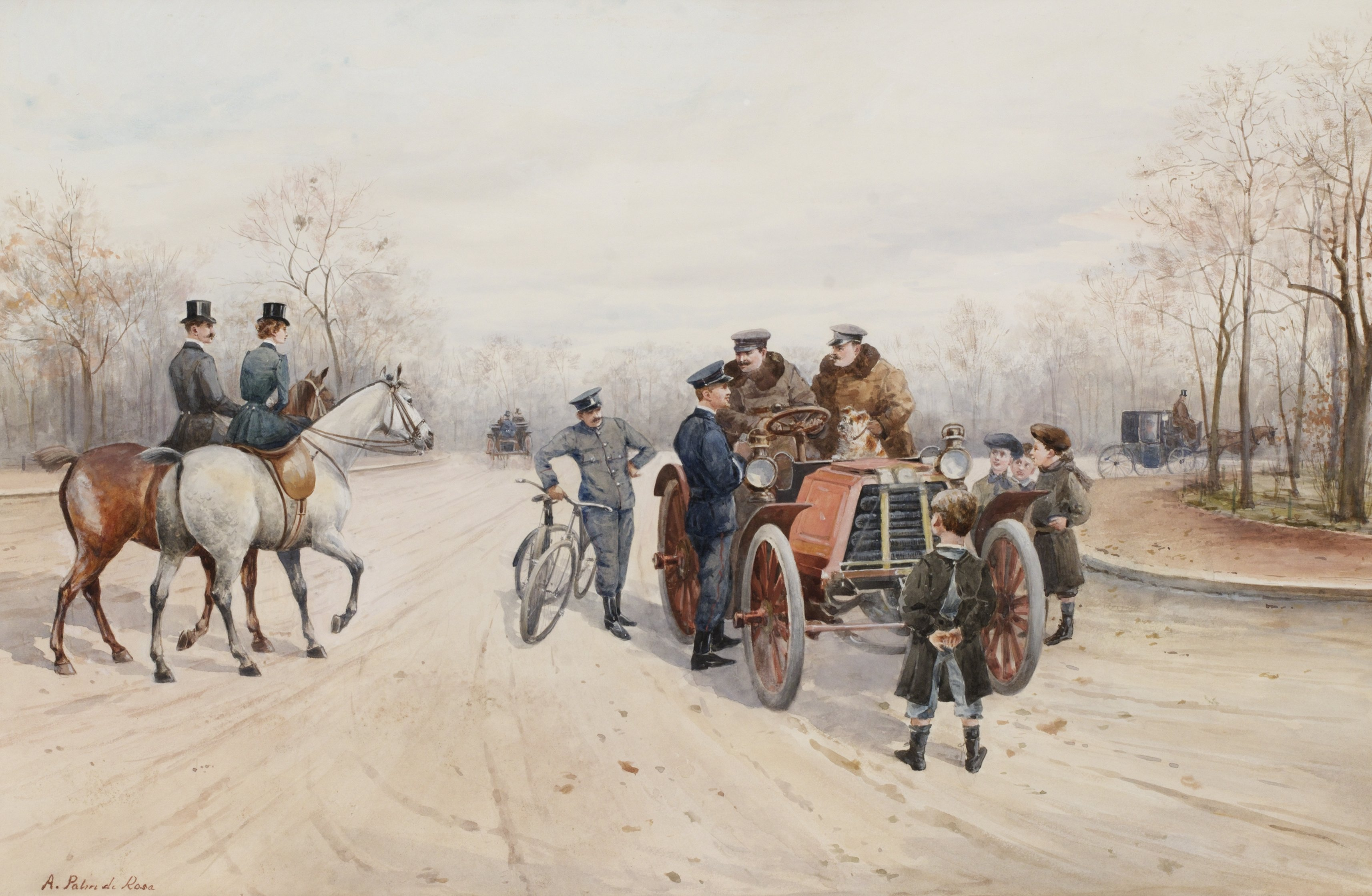

Grzywna – kara kryminalna o charakterze majątkowym orzekana za przestępstwa, przestępstwa skarbowe, wykroczenia lub wykroczenia skarbowe. We współczesnych systemach prawnych kara grzywny występuje w dwóch formach. Pierwszą jest grzywna kwotowa, polegająca na wskazaniu przez sąd konkretnej kwoty pieniężnej, którą skazany musi zapłacić. Drugą natomiast jest grzywna orzekana w stawkach dziennych, której wysokość ustalana jest na podstawie możliwości zarobkowych skazanego.

## Zalety kary grzywny
- pozostawienie sprawcy w swoim otoczeniu
- brak dodatkowej demoralizacji, jak ewentualna kara pozbawienia wolności
- wskazywanie na nieopłacalność przestępstw o charakterze majątkowym
- łatwość miarkowania i dostosowania
- brak obciążenia finansowego, a wręcz zysk dla państwa

## Kara grzywny w polskim prawie karnym i wykroczeń

### Wymiar kary
Granice kary grzywny wyznacza Kodeks karny w art. 33 § 1. Stanowi on, że grzywnę wymierza się w stawkach dziennych, określając liczbę stawek oraz wysokość jednej stawki; jeżeli ustawa nie stanowi inaczej, najniższa liczba stawek wynosi 10, zaś najwyższa 540. Wg art. art. 33 § 3 tego kodeksu stawka dzienna nie może być niższa od 10 złotych, ani też przekraczać 2000 złotych. Zgodnie z hierarchią wyrażoną w katalogu kar Kodeksu karnego, grzywna jest najłagodniejszą karą przewidzianą przez polskie prawo karne. Sąd wymierza karę w dwóch niezależnych od siebie etapach. W pierwszym etapie sąd wymierza ilość stawek dziennych na podstawie czynu, który popełnił sprawca. Bierze także pod uwagę winę i społeczną szkodliwość czynu. W drugim etapie sąd określa wysokość jednej stawki dziennej. Tu znaczenie mają możliwości płatnicze sprawcy (ile zarabia, jakie ma dochody), jego warunki osobiste i rodzinne. Grzywna, którą skazany musi uiścić, wynika więc z przemnożenia ilości stawek dziennych przez wysokość jednej stawki. Zgodnie z powyższym, grzywna może wynieść od 100 zł do 1 080 000 zł (a w przypadku zastosowania art. 277b i 309 kk do 6 mln zł).
Zgodnie z art. 24 Kodeksu wykroczeń grzywnę wymierza się w wysokości od 20 do 5000 złotych, chyba że ustawa stanowi inaczej, np. za niektóre wykroczenia przeciwko bezpieczeństwu i porządkowi w komunikacji grzywna może wynosić do 30 000 złotych. Nie stosuje się stawek dziennych. Wymierzając grzywnę, bierze się pod uwagę dochody sprawcy, jego warunki osobiste i rodzinne, stosunki majątkowe i możliwości zarobkowe.

### Podstawa wymierzenia kary
W polskim prawie wyróżnione są dwie formy wymierzania kary grzywny: grzywna samoistna oraz niesamoistna. Jeśli podstawę do orzeczenia grzywny stanowi zagrożenie tą karą danego przestępstwa, to jest to grzywna samoistna. Może być ona także wymierzona, mimo iż nie jest przewidziana w normie, ale sąd odstąpił od wymierzenia kary pozbawienia wolności, a także przy instytucji nadzwyczajnego złagodzenia kary, jeżeli czyn popełniony przez sprawcę stanowi występek.
Oprócz kary grzywny samoistnej w polskim systemie karnym występuje także grzywna obok kary pozbawienia wolności (kumulatywna). Cele, jak i funkcje grzywny obok kary pozbawienia wolności różnią się od kary grzywny samoistnej. Kara ta jest uzupełnieniem stosowanym wobec osób, które popełniły przestępstwo z chęci zysku i zostały skazane na karę pozbawienia wolności. Karę grzywny obok kary pozbawienia wolności sąd może orzec jeżeli: 1) sprawca dopuścił się czynu w celu uzyskania korzyści majątkowej (niezależnie od tego czy korzyść ta została osiągnięta przez sprawcę), 2) sprawca faktycznie osiągnął korzyść majątkową z popełnienia przestępstwa (nie ma tu znaczenia czy korzyść majątkowa była celem sprawcy) (art. 33 § 2 kk). To, że sprawca dopuścił się czynu w celu korzyści majątkowej nie powinno być przypuszczeniem, powinno wynikać ze zgromadzonego w sprawie materiału dowodowego. Grzywna orzekana obok kary pozbawienia wolności jest fakultatywna, co daje większą gwarancję zarządzenia sprawcy rzeczywistej dolegliwości, a nie tylko zamaskowanej wyższej kary pozbawienia wolności. Jeżeli sprawca dopuścił się przestępstwa określonego w art. 296 § 3, 297 § 1 lub 299, wówczas kara grzywny obok kary pozbawienia wolności może zostać orzeczona do 3000 stawek dziennych (art. 309 kk). Niektóre pozakodeksowe przepisy prawa karnego przewidują albo przewidywały obligatoryjne orzekanie grzywny obok kary pozbawienia wolności. Przykładowo, nieobowiązujące już prawo o publicznym obrocie papierami wartościowymi za podawanie nieprawdziwych istotnych informacji w prospekcie emisyjnym przewidywało karę pozbawienia wolności od 6 miesięcy do lat 5 i karę grzywny do 5 000 000 zł. Obecny kodeks karny nie przewiduje orzekania grzywny obok kary dożywotniego pozbawienia wolności i 25 lat pozbawienia wolności.
Kolejną, niezależną postacią kary grzywny jest grzywna, którą sąd może orzec w związku z zawieszeniem wykonania kary pozbawienia wolności. Art. 71 stanowi, że sąd, zawieszając wykonanie kary pozbawienia wolności lub ograniczenia wolności, może orzec grzywnę […], jeżeli jej wymierzenie na innej podstawie nie jest możliwe. Grzywna ta ma charakter fakultatywny, co oznacza, że sąd nie zawsze wymierza grzywnę przy warunkowym zawieszeniu kary. W razie zarządzenia wykonania kary pozbawienia wolności lub ograniczenia wolności: 1. orzeczona grzywna nie podlega wykonaniu, 2. kara pozbawienia wolności lub ograniczenia wolności ulega skróceniu o okres odpowiadający połowie liczby uiszczonych stawek dziennych z zaokrągleniem do pełnego dnia (art. 71 § 2). Przy warunkowym zawieszeniu kary, grzywna może wynosić w stosunku do kary ograniczenia wolności do 135 stawek, a kary pozbawienia wolności do 270 stawek dziennych.
Jeżeli za wykroczenie popełnione w celu osiągnięcia korzyści majątkowej wymierzono karę aresztu, orzeka się obok tej kary również grzywnę, chyba że orzeczenie grzywny nie byłoby celowe.

### Kara grzywny przy przestępstwach skarbowych
Za przestępstwa skarbowe wymierza się karę grzywny w stawkach dziennych w wymiarze od 10 do 720 (reguła), przy czym stawka dzienna nie może być niższa od jednej trzydziestej części minimalnego wynagrodzenia ani też przekraczać jej czterystukrotności. Minimalne wynagrodzenie wynosi w 2017 r. 2000 zł. Minimalne wynagrodzenie jest ustalane na podstawie przepisów Ustawy z dnia 10 października 2002 r. o minimalnym wynagrodzeniu za pracę (Dz.U. z 2024 r. poz. 1773). Jak więc widać, ustawodawca wprowadził inne zasady ustalania stawek dziennych grzywny w Kodeksie karnym, a inne w Kodeksie karnym skarbowym.
Grzywnę za przestępstwo skarbowe wymierza się na podobnych zasadach co grzywnę określoną w Kodeksie karnym, ale z jednym wyjątkiem – można ją obligatoryjnie wymierzyć obok kary pozbawienia wolności (będzie to grzywna niesamoistna). Ma to miejsce przykładowo wtedy, gdy Kodeks karny skarbowy posługuje się zwrotem: podlega karze grzywny (...) albo karze pozbawienia wolności (...), albo obu tym karom łącznie. Za wykroczenia i wykroczenia skarbowe wymierza się grzywnę kwotowo, stosując podobne zasady co do przestępstw i przestępstw skarbowych.

### Kara grzywny za naruszenie przepisów porządkowych
Powszechnie przyjmuje się, że kara grzywny może być wymierzana także na podstawie przepisów porządkowych stanowionych przez terenowe organy administracji (radę gminy, wójta, radę powiatu, zarząd powiatu oraz wojewodę). Jednak podstawą prawną do wymierzenia grzywny za naruszenie tych przepisów jest zawsze ustawa. Przepisy porządkowe mogą wprowadzać nakazy określonego zachowania się, nie mogą jednak wprowadzać nowych wykroczeń i przewidywać za nie sankcji.

### Wykonanie kary grzywny
Fundamentalną formą wykonania kary grzywny jest dobrowolne uiszczenie jej w terminie 30 dni od daty wezwania (art. 44 § 1 kkw). Dotyczy to jej wszystkich rodzajów. Aby karę grzywny wykonać, prezes lub upoważniony sędzia sądu zarządza wpisanie jej do dziennika należności sądowych. Następnie wzywa się skazanego do zapłacenia grzywny w określonym ustawowo terminie. Wezwanie takie powinno zawierać wysokość grzywny i być wysłane do skazanego ze zwrotnym zaświadczeniem odbioru, które dodaje się do akt sprawy.
Inną formą wykonania kary grzywny jest rozłożenie jej na raty, co daje skazanemu możliwość dobrowolnego jej uiszczenia w późniejszym terminie, a także pozostania na wolności (nieizolacyjny charakter). Zgodnie z art. 49 kkw sąd może rozłożyć grzywnę na raty lub ją odroczyć na czas nieprzekraczający 1 roku, w szczególnych wypadkach na okres do 3 lat.
Dzięki ratom lub odroczeniu osiągany jest zasadniczy rezultat kary u osób niezamożnych. Kara grzywny wykonywana w formie rat jest znakomitą alternatywą dla długiej egzekucji. Główną przesłanką rozłożenia grzywny na raty jest informacja, że skazany nie jest w stanie jej zapłacić, ponieważ pociąga to dla niego i jego rodziny zbyt dotkliwe skutki.
Praca społecznie użyteczna jest kolejną, zastępczą formą wykonania kary grzywny. Sąd może ją orzec wówczas, gdy:
- grzywna nie przekracza 120 stawek dziennych,
- ściągnięcie jej w  drodze egzekucji jest bezcelowe,
- z okoliczności sprawy wynika, że grzywna byłaby nieskuteczna,
- skazany wyraził zgodę na tę formę wykonania kary.

Zamieniając karę grzywny na pracę społecznie użyteczną, przyjmuje się, że 10 stawek dziennych jest równych jednemu miesiącowi pracy użytecznej (w zaokrągleniu do pełnego miesiąca). Karę tę wymierza się w miesiącach, wyznaczając wymiar godzin w stosunku miesięcznym (od 20 do 40 godzin). Zastępcza forma kary grzywny w postaci pracy społecznie użytecznej jest rozwiązaniem fakultatywnym, tzn. sąd nie musi, lecz może posługiwać się tym rodzajem wykonania kary grzywny. Sąd orzeka ją z urzędu za zgodą skazanego lub na wniosek samego skazanego, jego obrońcy lub prokuratora. Idąc za art. 45 § 2 kkw, do wykonania tej zastępczej formy kary grzywny stosuje się odpowiednio niektóre przepisy dotyczące kary ograniczenia wolności. Tak więc, m.in. stosownie do art. 45 § 2 w zw. z art. 55 § 2 kkw i art. 57 § 1 kkw, kontrolowaniem i organizowaniem, jak i określeniem miejsca wykonywania pracy społecznie użytecznej zajmuje się zawodowy kurator sądowy. Praca społecznie użyteczna daje wiele korzyści nie tylko skazanemu, ale także społeczeństwu. Skazany, pozostając na wolności, realnie odczuwa dolegliwość związaną z karą, a społeczeństwo otrzymuje zapłatę za popełnione przez niego przestępstwo.
Następną formą wykonania kary grzywny jest egzekucja, o której mówi art. 44 § 2 kkw: w razie bezskutecznego upływu wyznaczonego terminu grzywnę ściąga się w drodze egzekucji (art. 44 § 2 kkw). Egzekucja obejmuje także sytuację gdy grzywna została uiszczona tylko w części. Ta forma wykonania kary grzywny ma nadal na celu wymierzenie sprawcy dolegliwości o charakterze ekonomicznym.
Przesłanką wszczęcia postępowania egzekucyjnego jest:
- brak uiszczenia należności w wyznaczonym terminie,
- odmowa zapłaty grzywny,
- brak wniosku o inną formę jej wykonania.

Wszczęcie procesu egzekucyjnego inicjuje sąd, przesyłając właściwemu komornikowi tytułu wykonawczego z poleceniem jego wykonania.  Obok polecenia sąd powinien przekazać także dane osobowe i adresowe skazanego, a w przypadku osób skazanych na karę pozbawienia wolności także informacje na temat zakładu karnego, w którym dana osoba przebywa. Komornik po otrzymaniu zgłoszenia przystępuje do wszczęcia postępowania komorniczego. Od grzywny odstępuje się, jeżeli z kontekstu sprawy wynika, że egzekucja grzywny byłaby nieskuteczna. Wówczas sąd może zamienić grzywnę na:
- pracę społecznie użyteczną,
- rozłożyć na raty
- umorzyć grzywnę w całości lub części.

Inną przyczyną nieskuteczności egzekucji może być brak majątku, który mógłby być poddany egzekucji oraz niemożność jego ustalenia.
Jeżeli egzekucja grzywny za wykroczenie okazała się bezskuteczna lub z okoliczności sprawy wynika, że byłaby ona bezskuteczna, sąd może zamienić grzywnę na pracę społecznie użyteczną, określając czas jej trwania. Praca społecznie użyteczna trwa najkrócej tydzień, najdłużej 2 miesiące. 

#### Zastępcza kara pozbawienia wolności albo aresztu
Ostateczną formą wykonania kary grzywny jest zastępcza kara pozbawienia wolności uregulowana w art. 46 kkw. Sąd orzeka ją obligatoryjnie, gdy:
- skazany mimo możliwości nie uiścił grzywny w terminie,
- nie podjął zastępczej formy jej wykonania,
- nie można ściągnąć grzywny w drodze egzekucji.

Orzekając zastępczą karę pozbawienia wolności, przyjmuje się, że jeden dzień pozbawienia wolności jest równy dwóm stawkom dziennym. Orzeczona kara nie może jednak przekroczyć 12 miesięcy, jak również górnej granicy kary pozbawienia wolności za dane przestępstwo, a jeżeli dane przestępstwo nie jest  zagrożone karą pozbawienia wolności, wówczas zastępczą karę pozbawienia wolności orzeka się do 6 miesięcy (46 § 1 kkw). Zasady te dotyczą także, gdy grzywna zostanie uiszczona w części. Do wykonania zastępczej kary pozbawienia wolności stosuje się odpowiednio przepisy odnoszące się do kary pozbawienia wolności.
Kara ta jest ostateczną formą wykonania grzywny z uwagi na fakt zamienienia dolegliwości majątkowej na pozbawienie skazanego wolności. Zastępcza kara pozbawienia wolności pełni także funkcję aktywizującą. Sprawia, że skazany, odczuwając realną groźbę pozbawienia wolności, uiści grzywnę dobrowolnie bądź podejmie się jej wykonania w innej formie.
Jeżeli egzekucja grzywny za wykroczenie okazała się bezskuteczna lub z okoliczności sprawy wynika, że byłaby ona bezskuteczna, sąd zarządza wykonanie zastępczej kary aresztu, gdy:
- ukarany oświadczy, że nie wyraża zgody na podjęcie pracy społecznie użytecznej, albo uchyla się od jej wykonania lub
- zamiana grzywny na pracę społecznie użyteczną jest niemożliwa lub niecelowa.

Zarządzając wykonanie zastępczej kary aresztu, sąd przyjmuje, że jeden dzień zastępczej kary aresztu jest równoważny grzywnie od 20 do 150 złotych; kara zastępcza nie może przekroczyć 30 dni aresztu.

#### Umorzenie
Umorzenie kary grzywny uregulowane jest w art. 51 kkw. Umorzenie jest fakultatywne i nie uzależnia się od wysokości orzeczonej grzywny.
Sąd może umorzyć grzywnę w całości lub części, gdy:
1. skazany z przyczyn od niego nie zależnych nie może uiścić grzywny – przesłanka ta ma charakter obiektywny. Niemożność uiszczenia grzywny powinna więc wynikać z przyczyn, na które skazany nie miał wpływu (np. ciężka choroba skazanego).
2. Wykonanie kary w innej formie jest niemożliwe lub niecelowe – przyczyny tego mogą leżeć po stronie skazanego (np. stan zdrowia, inwalidztwo, sytuacja materialna lub rodzinna), jak również mogą nie być związane z jego osobą (np. brak możliwości podjęcia zastępczej pracy użytecznej, zdarzenia losowe).
3. Zachodzi szczególnie uzasadniony wypadek – a więc wypadek specjalny, niezwykły i wyjątkowy.
4. Z okoliczności sprawy wynika, że wykonanie kary byłoby bezcelowe – istnieje przekonanie sądu o wysokim prawdopodobieństwie bezskuteczności egzekucji.

Zadaniem umorzenia jest ochrona przed karą pozbawienia wolności tych skazanych, którzy mimo chęci nie mieli możliwości uiszczenia grzywny.